# 一条御息所
一条御息所（いちじょうのみやす（ん）どころ）とは、源氏物語に登場する架空の人物。

## 概要
「一条御息所」の「一条」は邸宅のあったとされる場所、「御息所」はその地位による呼称である。朱雀院の更衣で女二宮（落葉の宮）の母。「今めかしく」才気があり、「和琴の上手」とされる。朱雀院との間に女二宮をもうけたものの、その後は朱雀院に愛されることもなく、娘の幸せだけを願って過ごすようになる。娘が柏木と結婚するも、柏木は女三宮の代わりとしてしかたなく結婚しただけであったので娘を愛することなく死去してしまい、さらにはその後娘の所に通うようになった夕霧までもが娘を弄んだと誤解する。かねてからの病とその心痛から夕霧に恨みの歌を遺して死亡してしまう。

## 登場する巻
一条御息所は直接には以下の巻で登場し、本文中ではそれぞれ以下のように表記されている
- 第35帖 若菜下 更衣、母御息所
- 第36帖 柏木 更衣、母御息所、御息所
- 第37帖 横笛 御息所
- 第39帖 夕霧 更衣、御息所、上、故御息所、故上、夕霧の御息所

## 各巻での活動
朱雀院の更衣であったが、朱雀院が出家したことにより妃たちは皆自邸に帰った。その後娘の女二宮は柏木と結婚することになった。しかし夫となった柏木はあくまで女三宮を愛しており、その姉である女二宮（落葉の宮）はその代わりでしかなかったために夫には愛されることなく「落葉」に例えられる始末であった。その後柏木は病床に伏し、こちらで静養してほしいという御息所の希望も虚しく、実家の左大臣邸に引き取られた。（第35帖 若菜下）
そのまま再会することなく柏木は死去し、遺言を託された夕霧の弔問を受ける。（第36帖 柏木）
夕霧に柏木の遺品である横笛を贈る。（第37帖 横笛）
数年前から患っていた病が重くなり、女二宮と共に小野山荘に移る。祈祷に来ていた阿闍梨の話から、夕霧と女二宮が男女関係にあると誤解し夕霧の真意を質すが、手紙への返事も夕霧の訪問もなく娘が夕霧に棄てられたと思い、絶望の中で死去する。（第39帖 夕霧）